# Nikołaewo (Stara Zagora)
Nikołaewo (bułg. Николаево) – miasto w południowej Bułgarii, w obwodzie Stara Zagora. Ośrodek administracyjny gminy Nikołaewo.